# Skyler Samuels
Skyler Rose Samuels (14 april 1994) is een actrice uit de Verenigde Staten. Ze is het meest bekend van haar gastrol in Wizards of Waverly Place en de nieuwe ABC-serie The Nine Lives of Chloe King, waarin ze de hoofdrol speelt. Ze speelt ook een hoofdrol in Scream Queens.
Ze heeft drie broers en één zus en begon met acteren toen ze zes jaar oud was.
Ze is getrouwd en heeft één kind.
- Gemeinsame Normdatei: 1209139812
- International Standard Name Identifier: 0000 0004 9753 9239
- Library of Congress Control Number: no2016116060
- Virtual International Authority File: 1263147425879045040006
- WorldCat: E39PBJbWyMDGdPTxFBbmqwKcfq